# كريستوفر والاس (مؤرخ عسكري)
كريستوفر والاس (بالإنجليزية: Christopher Wallace)‏ هو مؤرخ عسكري بريطاني، ولد في 3 يناير 1943، وتوفي في 7 يناير 2016.